# Xian de Fengtai
Pour les articles homonymes, voir Fengtai.
Le xian de Fengtai (凤台县 ; pinyin : Fèngtái Xiàn) est un district administratif de la province de l'Anhui en Chine. Il est placé sous la juridiction de la ville-préfecture de Huainan.

## Démographie
La population du district était de 661 755 habitants en 1999.